# Хадарцев Махарбек Хазбійович
Махарбек Хазбійович Хадарцев  (рос. Махарбек Хазбиевич Хадарцев; нар. 2 жовтня 1965, село Суадаг, Алагирський район, Північно-Осетинська АРСР, РРФСР, СРСР) — радянський, російський та узбецький борець вільного стилю, п'ятиразовий чемпіон, дворазовий срібний та бронзовий призер чемпіонатів світу, п'ятиразовий чемпіон Європи, триразовий володар та срібний призер Кубків світу, дворазовий чемпіон та срібний призер Олімпійських ігор. Заслужений майстер спорту СРСР з вільної боротьби. Депутат Державної думи Російської Федерації. Міський голова Владикавказа. Кандидат економічних наук (1998).

## Життєпис
Боротьбою почав займатися з 1979 року. Перший тренер — заслужений майстер спорту СРСР, заслужений тренер СРСР Аслан Хадарцев, старший брат Махарбека. Аслан був талановитим спортсменом, тричі вигравав чемпіонат світу, двічі — чемпіонат Європи. У 1986 році брати Хадарцеви виступили на Іграх доброї волі в різних вагових категоріях і обидва стали чемпіонами. У 1990 році Аслан Хадарцев загинув в автокатастрофі у віці 29 років.
У 1982 році Махарбек виграв чемпіонат світу серед кадетів. Того ж року став чемпіоном і на юніорській світовій першості. Наступного року знову став чемпіоном світу серед юніорів. У 1984 році виграв Кубок світу серед молоді.
Виступав за «Динамо» Ташкент та СКА, Владикавказ (з 1992 року). Тренер — Казбек Дедегкаєв. Чемпіон СРСР (1986—1988, 1994 — до 90 кг). Срібний призер чемпіонату СРСР (1985 — до 90 кг).
У збірній команді СРСР з 1986 року, у її складі ставав олімпійським чемпіоном, п'ятиразовим чемпіоном світу, триразовим чемпіоном Європи. У 1992 році виступав за Об'єднану команду. У її складі вдруге став олімпійським чемпіоном та вчетверте чемпіоном Європи. З 1993 до 1996 року захищав прапори російської збірної. У її складі став срібним олімпійським медалістом, дворазовим срібним та бронзовим призером чемпіонатів світу, та вп'яте виграв чемпіонат Європи. У 2000 році 34-річний спортсмен, що вже не проходив до збірної Росії, заради участі в Олімпійських іграх перейшов до складу збірної Узбекистану. Однак на Олімпіаді в Сіднеї виступив невдало, посівши лише 14-те місце. Після цього остаточно завершив кар'єру спортсмена. Таким чином, Махарбек Хадарцев брав участь в чотирьох Олімпійських іграх під чотирма різними прапорами.

## Бізнесова та політична діяльність
Закінчив юридичний факультет Ташкентського державного університету та економічний факультет Північно-Осетинського державного університету.
З 1993 року — генеральний директор пиво-безалкогольного заводу «Дарьял».
У 1995—1999 роках — депутат парламенту Республіки Північна Осетія-Аланія.
З 21 грудня 2011 року — депутат Державної думи VI скликання від фракції «Єдина Росія».
29 вересня 2014 року обраний міським головою Владикавказа.
Член Бюро Федерації спортивної боротьби Росії.

## Родина
Одружений, має десятьох дітей.

## Державні нагороди та визнання
Нагороджений орденами «Знак Пошани» (двічі), Дружби народів (1988), Дружби.
Має золоту медаль і диплом Світової асамблеї суспільного визнання, золоту грамоту мецената міжнародного благодійного фонду. Включений до Всесвітньої Зали слави Міжнародної федерації об'єднаних стилів боротьби (2005).
Заслужений працівник фізичної культури Північно-Осетинської АРСР (1990).
У 2001 році присвоєно звання «Людина Росії», в 2005 році присвоєно звання «Людина XX століття».

## Спортивні результати на міжнародних змаганнях

### Виступи на Олімпіадах
| Змагання                    | Збірна            | Вагова категорія          | Місце  |
| --------------------------- | ----------------- | ------------------------- | ------ |
| Літні Олімпійські ігри 1988 | СРСР              | вільна боротьба, до 90 кг | Золото |
| Літні Олімпійські ігри 1992 | Об'єднана команда | вільна боротьба, до 90 кг | Золото |
| Літні Олімпійські ігри 1996 | Росія             | вільна боротьба, до 90 кг | Срібло |
| Літні Олімпійські ігри 2000 | Узбекистан        | вільна боротьба, до 85 кг | 14     |

### Виступи на Чемпіонатах світу
| Змагання                        | Збірна | Вагова категорія          | Місце  |
| ------------------------------- | ------ | ------------------------- | ------ |
| Чемпіонат світу з боротьби 1986 | СРСР   | вільна боротьба, до 90 кг | Золото |
| Чемпіонат світу з боротьби 1987 | СРСР   | вільна боротьба, до 90 кг | Золото |
| Чемпіонат світу з боротьби 1989 | СРСР   | вільна боротьба, до 90 кг | Золото |
| Чемпіонат світу з боротьби 1990 | СРСР   | вільна боротьба, до 90 кг | Золото |
| Чемпіонат світу з боротьби 1991 | СРСР   | вільна боротьба, до 90 кг | Золото |
| Чемпіонат світу з боротьби 1993 | Росія  | вільна боротьба, до 90 кг | Бронза |
| Чемпіонат світу з боротьби 1994 | Росія  | вільна боротьба, до 90 кг | Срібло |
| Чемпіонат світу з боротьби 1995 | Росія  | вільна боротьба, до 90 кг | Срібло |

### Виступи на Чемпіонатах Європи
| Змагання                         | Збірна            | Вагова категорія          | Місце  |
| -------------------------------- | ----------------- | ------------------------- | ------ |
| Чемпіонат Європи з боротьби 1987 | СРСР              | вільна боротьба, до 90 кг | Золото |
| Чемпіонат Європи з боротьби 1988 | СРСР              | вільна боротьба, до 90 кг | Золото |
| Чемпіонат Європи з боротьби 1991 | СРСР              | вільна боротьба, до 90 кг | Золото |
| Чемпіонат Європи з боротьби 1992 | Об'єднана команда | вільна боротьба, до 90 кг | Золото |
| Чемпіонат Європи з боротьби 1995 | Росія             | вільна боротьба, до 90 кг | Золото |
| Чемпіонат Європи з боротьби 1996 | Росія             | вільна боротьба, до 90 кг | 6      |

### Виступи на Кубках світу
| Змагання                    | Збірна | Вагова категорія          | Місце  |
| --------------------------- | ------ | ------------------------- | ------ |
| Кубок світу з боротьби 1986 | СРСР   | вільна боротьба, до 90 кг | Золото |
| Кубок світу з боротьби 1988 | СРСР   | вільна боротьба, до 90 кг | Золото |
| Кубок світу з боротьби 1989 | СРСР   | вільна боротьба, до 90 кг | Срібло |
| Кубок світу з боротьби 1990 | СРСР   | вільна боротьба, до 90 кг | Золото |

### Виступи на інших змаганнях
| Змагання                                  | Збірна | Вагова категорія          | Місце  |
| ----------------------------------------- | ------ | ------------------------- | ------ |
| Гала гран-прі FILA 1988                   | СРСР   | вільна боротьба, до 90 кг | Золото |
| Великі майстри олімпійської боротьби 1990 | СРСР   | вільна боротьба, до 90 кг | Золото |

### Виступи на змаганнях молодших вікових груп
| Змагання                                      | Збірна | Вагова категорія          | Місце  |
| --------------------------------------------- | ------ | ------------------------- | ------ |
| Чемпіонат світу з боротьби серед кадетів 1982 | СРСР   | вільна боротьба, до 81 кг | Золото |
| Чемпіонат світу з боротьби серед юніорів 1982 | СРСР   | вільна боротьба, до 81 кг | Золото |
| Чемпіонат світу з боротьби серед юніорів 1983 | СРСР   | вільна боротьба, до 87 кг | Золото |
| Кубок світу з боротьби серед молоді 1984      | СРСР   | вільна боротьба, до 90 кг | Золото |